# Перкусія
Перкусія (лат. percussio — вистукування, постукування) — один із найважливіших методів дослідження внутрішніх органів. Метою перкусії є визначення розмірів і меж внутрішніх органів, а також виявлення патологічних утворень. Перкусія зберігає велике практичне значення, незважаючи на появу нових діагностичних методик.
Метод перкусії 1761 року розробив і першим застосував як метод фізичного дослідження хворих віденський лікар Леопольд Ауенбруггер, який проводив безпосередню перкусію, виконуючи її шляхом вистукування грудної клітки пучками пальців, складених у формі піраміди.
Принцип безпосередньої перкусії полягає в постукуванні кінчиком вказівного чи середнього пальця по поверхні тіла. У такому вигляді її застосовують рідко. Набагато поширенішим є спосіб Василя Образцова, відповідно до нього вказівний палець правої руки закладають за край середнього пальця цієї ж руки. Відтак вказівний палець зіскакує з краю тильної поверхні середнього пальця і пучкою завдає удар по поверхні тіла.
Під час виконання опосередкованої перкусії постукують пальцем по пальцю, щільно прикладеному до шкіри певної ділянки тіла. Інколи для виконання опосередкованої перкусії застосовують молоточок і плесиметр (також плексиметр). За цим способом перкусійним молоточком завдають ударів по плесиметру, що лежить на тілі обстежуваної особи.

## Історія

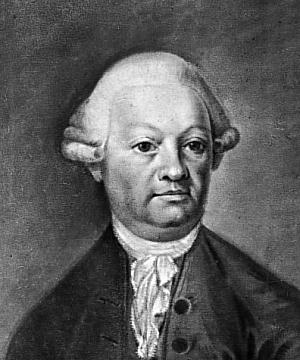
Портрет Леопольда Ауенбруггера, першовідкривача методу перкусії

Наукову основу перкусії 1761 року розробив і першим застосував її як метод фізичного дослідження хворих Леопольд Ауенбруггер, який опублікував працю «Нове відкриття, яке дозволяє на підставі вистукування грудної клітки виявити приховані грудні хвороби». Над монографією Ауенбруггер працював упродовж семи років. На жаль, ця видатна праця не була належно оціненою і протягом прийдешніх п'ятдесяти років метод перкусії практично не застосовувався.

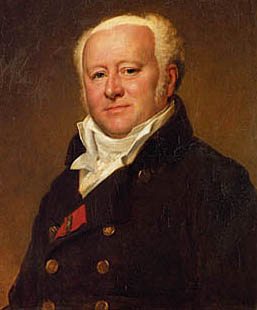
Портрет Жана-Ніколя Корвізара, французького популяризатора перкусії

Тогочасні клініцисти із недовірою поставились до винаходу Ауенбруггера. Доповнивши своїми примітками про перкусію при захворюваннях серця та аорти, підготованими впродовж 20 років практики, цей метод популяризував видатний французький клініцист, лейб-медик Наполеона Бонапарта Жан-Ніколя Корвізар, який 1808 року переклав працю Ауенбруггера французькою мовою. Сам медик застосовував перкусію для розпізнавання захворювань серця та легень та для діагностики аневризми аорти. Лише завдяки йому важливе відкриття Ауенбруггера було врятовано, а метод перкусії почав здобувати визнання у медичних школах.

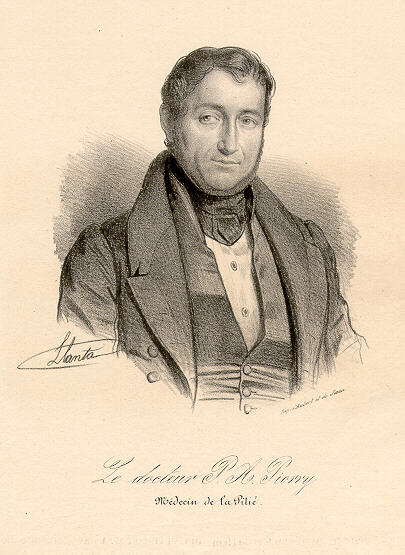
Портрет П'єра Адольфа Піоррі, відкривача

Сам Ауенбруггер зауважував незручності запропонованого ним методу прямої перкусії, зокрема він звертав увагу до побічні шуми, що виникають завдяки дотику пальця-молоточка з перкутованою ділянкою тіла. Також клініцист відмічав неприємні відчуття, що виникають у багатьох хворих, спричинені безпосереднім завданням ударів пальцем по шкірі. Вирішив ці проблеми Ауенбруггер, почавши одягати на руку рукавичку та перкутувати покриту тонким одягом грудну клітку. Окрім цього лікар запропонував, коли можливо, застосовувати тиху повільну перкусію.
Для посилення звуку П'єр Адольф Піоррі, учень Рене Лаеннека, першим застосував постукування пучками пальців правої руки по пальцю лівої руки, а відтак 1827 року застосував невелику тонку овальну пластинку із слонової кістки, по якій він постукував пальцем. Винахід одержав назву плесиметр. Чотирнадцять років по тому до застосування ввійшов спеціальний перкусійний молоточок, а перкусія за допомогою цього приладдя одержала назву опосередкованої.
Сьогодні найбільш поширеною є методика опосередкованої перкусії за допомогою середнього пальця правої руки (молоточок) та середнього пальця лівої руки (плесиметр). Цю методику 1835 запропонував російський науковець Григорій Іванович Сокольський. Його варіант перкусії дозволяє оцінити зміну перкуторного звуку не лише за допомогою звуку, але і дотиково — пальцем-плесиметром.

## Фізичне підґрунтя
Джерелом перкуторного звуку є коливання, спричинені завданням удару молоточком (пальцем) по поверхні тіла. Відтак коливання поверхні передаються на органи, розташовані під нею. Наприклад, завдання перкусійного удару по поверхні грудної клітки спричинює її коливання, що передається на органи грудної порожнини і спричинює власні коливання цих органів. Коливання внутрішніх органів передаються на поверхню тіла, відтак у довколишнє середовище і досягають вуха обстежувача.
Характер перкуторного звуку залежить від сили удару, площі поверхні, властивостей тканин перкутованих органів — їх еластичності, напруження, повітряності.

## Техніки
За технікою виконання розрізняють безпосередню та опосередковану перкусію.

### Безпосередня перкусія
Принцип безпосередньої перкусії полягає в постукуванні кінчиком вказівного чи середнього пальця по поверхні тіла. У такому вигляді її застосовують рідко. Набагато поширенішим є спосіб Образцова, відповідно до нього вказівний палець правої руки закладають за край середнього пальця цієї ж руки. Відтак вказівний палець зіскакує з краю тильної поверхні середнього пальця і пучкою завдає удар по поверхні тіла.

### Опосередкована перкусія

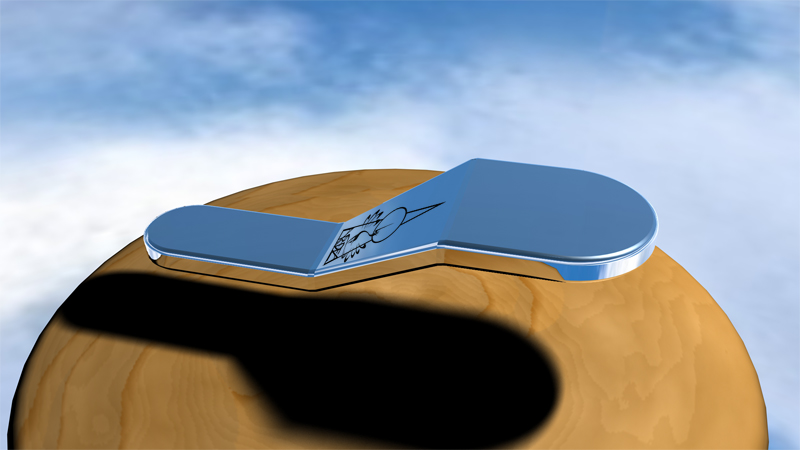
Плесиметр для опосередкованої перкусії

Під час виконання опосередкованої перкусії постукують пальцем по пальцю, щільно прикладеному до шкіри певної ділянки тіла. Інколи для виконання опосередкованої перкусії застосовують молоточок і плесиметр. За цим способом перкусійним молоточком завдають ударів по плесиметру, що лежить на тілі обстежуваної особи.
Під час вистукування пальцем по пальцю перкусійні удари завдаються середнім пальцем правої руки, що повинен бути зігнутим і не доторкатись до інших пальців, по щільно притисненій до шкіри обстежуваного середній фаланзі середнього пальця лівої руки. Удари завдають пучкою пальця-молоточка, завдаючи їх перпендикулярно до поверхні пальця-плесиметра, застосовуючи рухи кистю у променево-зап'ястковому суглобі. Удари повинні бути короткими та пружними, а їхня сила регулюється залежно від мети перкусії, однак має бути однаковою з кожним ударом. Перкусія виконується в атмосфері цілковитої тиші для можливості чіткого сприйняття та оцінки перкуторних звуків.

## Перкуторні звуки
Перкуторні звуки оцінюють за чотирма властивостями — гучністю, тривалістю, висотою та відтінком.

### Гучність
Гучність перкуторного звуку (або ж його сила) залежить від амплітуди коливань тканин. Чим вона є вищою, а щільність тканин меншою, тим гучнішим є звук. Натомість, чим щільнішою є тканина, тим тихішим є перкуторний звук. До тканин низької щільності належить органи, які містять велику кількість повітря. Такі органи (легені, шлунок, кишки) дають набагато гучніший звук, ніж безповітряні органи (серце, печінка). Також гучність залежить від простору, що бере участь у коливанні. Так, великі порожнини легень дають гучніший перкуторний звук, ніж малі.
Таким чином, за гучністю звуки поділяють на гучні (або ясні), тихі (або тупі) та вкорочені (або притуплені). Притуплені звуки мають ознаки як ясних, так і тупих. Фізіологічно такі звуки виявляються над ділянками серця і печінки, що є вкритими легенями, це так звані зони відносної тупості, та над ділянками легень, що містять менше повітря.

### Тривалість
За тривалістю перкуторні звуки поділяють на довгі та короткі. Довгі перкуторні звуки виникають під час вистукування повітряних органів (легень, шлунка, кишок). Короткі звуки, натомість, утворюються під час вистукування безповітряних (серця, печінки, селезінки) або патологічно ущільнених органів.

### Висота
Висота перкуторного звуку залежить від щільності тканини, а також від частоти коливань. Перкуторний звук є високим у разі великої частоти коливань за одиницю часу та під час перкусії органів щільної консистенції (безповітряних). Низький перкуторний звук виникає за малої частоти коливань та під час перкутування повітряних органів. Низький і гучний перкуторний звук (або ж коробковий звук) виникає в разі збільшення повітряності легень і значного зниження еластичного напруження легеневої тканини, що буває за наявності емфіземи легень.

### Відтінок
За відтінком (або ж тембром) перкуторні звуки поділяються на барабанні та не барабанні. Барабанний звук за властивостями є гучним, тривалим і високим та звучить схоже на ударяння по барабану. Барабанний звук утворюється під час вистукування закритих просторів, що містять повітря та оточені малонапруженими стінками. У фізіологічних умовах такий звук виникає над гортанню, трахеєю, шлунком і кишками. У патологічних умовах може вислуховуватись над порожнинами легень і під час пневмотораксу. Коли напруження стінок, що оточують повітряний простір зменшується, то не барабанний звук послаблюється та набуває барабанного відтінку і навпаки. Наприклад, у разі зниження напруження легеневої тканини можна вислухати барабанний звук. Таке явище спостерігається за наявності двох патологічних станів:
- компресійний ателектаз
- одночасне наповнення легеневих альвеол як повітрям, так і рідиною

В обох випадках під час вистукування відзначається притуплений звук з тимпанічним відтінком.

## Різновиди
Порівняльна та топографічна.
- Топографічна перкусія — допомагає визначити межі органу (легень відносно грудної клітки, серця тощо)
- Порівняльна перкусія — допомагає виявити патологічні зміни в органі шляхом порівняння перкуторного звуку на симметричних ділянках.

## Діагностичне значення
При перкусії розрізняють такі основні перкуторні тони:
- Тупий (тихий) - утворюють щільні тканини чи середовища, які не містять газу (стегно, печінка, рідина в плевральній порожнині та інших порожнинах тощо).
- Тимпанічний (гучний) - відчувається над заповненими газом порожнинами, які мають тонку і еластичну оболонку.
- Ясний (легеневий) тон - займає проміжне місце між першими двома тонами.

Можливі варіанти перехідних тонів: коробковий (ясний тон із тимпанічним відтінком); притуплений ясний тон, притуплений тимпаніт, металевий тон тощо.